# Церковь Иисуса (Рига)
Церковь Иисуса (латыш. Jēzus baznīca) — лютеранская церковь, один из характерных образцов стиля классицизма в Риге, памятник архитектуры. Эта церковь является самым большим деревянным зданием, построенным в стиле классицизма на территории всей Прибалтики .

## История
Первое каменное здание церкви было сооружено в начальной части Московского форштадта в 1636 году. Тогда местными губернскими чиновниками было принято решение посвятить церковь лифляндского лютеранского прихода шведской королеве Кристине и назвать культовое здание в её честь, однако королева ответила решительным отказом, посчитав такую перспективу несколько кощунственной. Первая церковь была разрушена в ходе осады города, которую вёл русский царь Алексей Михайлович в ходе русско-шведской войны 1656-58 гг., чьи войска приближались к городу в том числе со стороны Московского предместья. Вскоре после удачного для шведской стороны завершения кампании губернские власти принялись за восстановление церкви в том же месте. К 1688 году вторая церковь была построена по проекту главного строительного мастера Риги Руперта Бинденшу, работавшего в стиле барокко. Эта церковь благополучно существовала до 1710 года, когда была серьёзно повреждена армией Бориса Петровича Шереметева, осаждавшего в Ригу в ходе прибалтийской кампании Северной войны. После этого место пустовало до 1733 года, когда был создан проект новой лютеранской церкви. Его автором был строительный мастер Том Бухум. Этой церкви был определён более долгий век в сравнении с предшественницами, однако она погибла в результате пожара предместий, который произошёл по тревоге в 1812 году, когда в Риге поднялась в общем-то беспочвенная паника по поводу приближения наполеоновской армии под командованием маршала Жана-Этьена Макдональда. Тогда пострадал практически весь Московский форштадт, церковь Иисуса не стала исключением. Современная деревянная церковь была воздвигнута по проекту рижского мастера-строителя прибалтийского немца Христиана Фридриха Брейткрейца, который создал ряд известных строений стиля классицизма в Риге: корпуса психиатрической больницы на улице Аптиекас, таможенный пакгауз (не сохранился), большое здание мясных складов и лавок на улице Скарню (не сохранилось). Проект был утверждён в 1815 году в рамках проекта восстановления рижских предместий, принятом Паулуччи, который предполагал строительство восьмигранных площадок для церквей предместий. Строившаяся с 1818 по 1822 году церковь Иисуса стала самым значительным проектом архитектора.

## Архитектура
По архитектурным параметрам церковь представляет собой восьмигранное центрическое сооружение с шириной 26,8 метра. На фасаде имеются 4 ризалита, в наибольшем из которых расположен главный вход, который акцентирован колонным портиком, выполненным в ионическом ордере, а также трёхэтажной башней, высота которого достигает 37 метров. Башня венчается небольшим куполом. Центральное помещение церкви перекрыто пологим внутренним куполом, который скрыт под крышей здания. В свою очередь купол опирается на 8 парно расположенных колонн ионического ордера.

## Последующие изменения
В 1889 году для церкви был смонтирован орган фирмы Зауэра.
В 1938 году началась реконструкция интерьера, которую провёл латышский архитектор Паулс Кундзиньш.
Церковь до наших дней сохраняет архитектоническую функцию градостроительной доминанты для Московского предместья, которой она была наделена при постройке.